# Вищесолоненська сільська рада
Вищесоло́ненська сільська́ ра́да — адміністративно-територіальна одиниця та орган місцевого самоврядування в Борівському районі Харківської області. Адміністративний центр — село Вище Солоне.

## Загальні відомості
- Вищесолоненська сільська рада утворена 2 лютого 1943 року.
- Територія ради: 66,832 км²
- Населення ради: 881 особа (станом на 2001 рік)
- Територією ради протікає річка Солона.

## Населені пункти
Сільській раді були підпорядковані населені пункти:
- с. Вище Солоне
- с. Нижче Солоне

## Склад ради
Рада складалася з 14 депутатів та голови.
- Голова ради: Кириченко Лідія Миколаївна
- Секретар ради: Бурлачка Ірина Григорівна

### Керівний склад попередніх скликань
| Прізвище, ім'я, по батькові | Основні відомості                                                 | Дата обрання | Дата звільнення |
| --------------------------- | ----------------------------------------------------------------- | ------------ | --------------- |
| Рябков Микола Афанасійович  | Сільський голова, 1963 року народження, член Народної партії      | 26.03.2006   | 01.03.2007      |
| Кириченко Лідія Миколаївна  | Сільський голова, 1956 року народження, освіта вища, позапартійна | 29.07.2007   | 31.10.2010      |
| Кириченко Лідія Миколаївна  | Сільський голова, 1956 року народження, освіта вища, позапартійна | 31.10.2010   |                 |

Примітка: таблиця складена за даними сайту Верховної Ради України

### Депутати
За результатами місцевих виборів 2010 року депутатами ради стали:

#### За суб'єктами висування
| Суб'єкт висування                 | Кількість обраних депутатів | %    |
| --------------------------------- | --------------------------- | ---- |
| Партія регіонів                   | 11                          | 78,6 |
| Політична партія «Сильна Україна» | 2                           | 14,3 |
| Комуністична партія України       | 1                           | 7,1  |

#### За округами
| № округу                          | Прізвище, ім'я, по батькові    | Дата визнання обраним | Освіта  | Партійна приналежність                  | Відомості про обраного депутата                                   |
| --------------------------------- | ------------------------------ | --------------------- | ------- | --------------------------------------- | ----------------------------------------------------------------- |
| Комуністична партія України       |                                |                       |         |                                         |                                                                   |
| 3                                 | Гелуненко Микола Петрович      | 04.11.2010            | середня | член Комуністичної партії України       | пенсіонер                                                         |
| Партія регіонів                   |                                |                       |         |                                         |                                                                   |
| 1                                 | Бурлачка Ірина Григорівна      | 04.11.2010            | середня | член Партії регіонів                    | Вищесолоненська сільська рада, секретар                           |
| 4                                 | Портянко Ігор Вікторович       | 04.11.2010            | середня | член Партії регіонів                    | СВК «Солоненське», тракторист                                     |
| 5                                 | Удовенко Віктор Іванович       | 04.11.2010            | середня | член Партії регіонів                    | СВК «Солоненське», технік-механік                                 |
| 7                                 | Гелуненко Василь Серафимович   | 04.11.2010            | середня | член Партії регіонів                    | пенсіонер                                                         |
| 8                                 | Голик Сергій Олексійович       | 04.11.2010            | вища    | член Партії регіонів                    | тимчасово не працює                                               |
| 9                                 | Петренко Галина Володимирівна  | 04.11.2010            | вища    | член Партії регіонів                    | Нижчесолоненська загальноосвітня школа, вчитель початкових класів |
| 10                                | Носата Наталія Володимирівна   | 04.11.2010            | вища    | член Партії регіонів                    | СВК «Солоненське», бухгалтер                                      |
| 11                                | Шевченко Галина Олександрівна  | 04.11.2010            | середня | член Партії регіонів                    | Нижчесолоненська бібліотека, бібліотекар                          |
| 12                                | Шаповал Олексій Сергійович     | 04.11.2010            | середня | член Партії регіонів                    | СВК «Солоненське», різноробочий                                   |
| 13                                | Стрельнік Ніна Михайлівна      | 04.11.2010            | середня | член Партії регіонів                    | Нижчесолоненський фельдшерсько-акушерський пункт, медсестра       |
| 14                                | Каминін Олександр Васильович   | 04.11.2010            | середня | член Партії регіонів                    | СВК «Солоненське», енергетик                                      |
| Політична партія «Сильна Україна» |                                |                       |         |                                         |                                                                   |
| 2                                 | Кисла Валентина Євгенівна      | 04.11.2010            | вища    | позапартійна                            | Вищесолоненський будинок культури, художній керівник              |
| 6                                 | Кириченко Сергій Олександрович | 14.11.2010            | вища    | член Політичної партії «Сильна Україна» | фермерське господарство «Солоненське», голова                     |